# Ålboån
Ålboån har ett tämligen stort avbördningsområde i västra Hedesunda, östra Österfärnebo och sydöstra Årsunda. Omfattande utdikningar / sjösänkningar har gjorts mellan 1700- och 1900-talen av bland annat Bysjön, Buksjön och Östersjön. Ålboån försörjs med vatten från ett par mindre åar; Getbroån, Sågån och Björsjö kanal. På Ålboån är det möjlig att färdas med kanot från Dalälven mot byarna Vinnersjö och Byn i västra Hedesunda. Ålboån rinner ut i Dalälven via Smedsäng. Vid utloppet finns naturreservatet och högmossen Jordbärsmuren några kilometer nedströms Gysinge.